# Hermann Große
Carl Louis Hermann Große (* 4. September 1848 in Dresden; † nach 1912) war ein deutscher Glockengießer und Ingenieur.

## Leben
Große war ein Sohn des Dresdner Glockengießers Johann Gotthelf Große und seiner Frau Maria Therese geb. Winter. Er übernahm 1869 nach dem Tod seines Vaters die Geschäftsführung der königl. Stück-, Glocken- und Metallgiesserei J. G. Grosse. 1871 verlegte die Gießerei ihren Sitz in die Kamenzer Straße 20. 1872 erwarb er das Bürgerrecht der Stadt Dresden und wurde Meister der Dresdner Stück- und Glockengießerinnung. 1873 bis 1878 führte er mit seinem jüngeren Bruder Johann Friedrich Gerhard die Gießerei.
1880 übernahm der Ingenieur Robert Ebert die in wirtschaftliche Schwierigkeiten geratene Gießerei. Große blieb bis 1883 als Prokurist und Technischer Leiter und wurde danach technischer Leiter der Dresdner Kunst- und Erzgießerei C. Albert Bierling. 
1887 wechselte Große als Ingenieur zur Firma E. v. Münstermann Deutsche Phosphor-Bronze Industrie in Kattowitz. Dort war er um 1912 noch tätig.
Sterbeort und Sterbedatum Großes sind unbekannt, in den Dresdner Geburts- und Heiratsregistern fehlt der übliche Nachtrag. Es ist möglich, dass Große 1923 in der Zeit nach der Abtrennung des Oberschlesischen Industriegebiets starb, als die Beziehung der Behörden zwischen Ostoberschlesien und Deutschland gestört war.

## Werke
Unter Großes Leitung lieferte die Gießerei zahlreiche Glocken, hauptsächlich für Kirchen in Mittel- und Norddeutschland, aber auch für die Johanneskirche in Oslo, Canterbury in Australien, Ponce auf Puerto Rico und in die Vereinigten Staaten von Amerika. Außerdem stellte Große allein zwischen 1876 und 1878 Bronzegeschütze im Gewicht von 230 Tonnen her. Daneben entstanden technische Anlagenteile wie Pumpenkolben von 6 Metern Länge und 3,5 Tonnen Gewicht.
Großes erste Großglocke war die 1875 gegossene Cantabona des Doms zu Hildesheim (fis0, 8415 kg, op. 795, 1942 eingeschmolzen). Ebenfalls 1875 entstand die Domina (fis0, 7718 kg, op. 525) für den Dom zu Halberstadt. Für die Hamburger Nikolaikirche schuf er 1876 zwei Glocken, (Concordia f0, 6373 kg, op. 844 und a0, 3227 kg, op. 845).
Als Hauptwerk gilt das am 5. Mai 1877 gegossene neunstimmige Geläut des Frankfurter Doms (op. 857–865). Alle Glocken sind erhalten, darunter die Gloriosa, mit 11.950 Kilogramm die zweitschwerste Bronzeglocke in Deutschland. Das Domgeläute bildet den Kern des Frankfurter Stadtgeläutes.
1878 schuf Große vier Glocken als op. 911–914 für die Hauptkirche Sankt Petri in Hamburg, darunter die Maxima (es0, 10185 kg). Von diesem Geläute ist nur die kleinste Glocke d′ erhalten. 
Auch nachdem Große ab 1880 nicht mehr Eigentümer der Gießerei war, schuf er noch einige bedeutende Glocken, darunter 1880 als op. 1020 die noch existierende Dreikönigenglocke für den Kölner Dom (h0, 3800 kg) und das Geläute der Dreikönigskirche in Frankfurt (e′, a′, h′, cis″, op. 1041–1044, Gesamtgewicht 2760 kg). Sein letztes großes Werk war das 1881 gegossene vierstimmige Geläute mit einem Gesamtgewicht von 11.000 kg für die deutsche St.-Gertrud-Kirche in Stockholm (op. 1084–1087). Drei dieser Glocken in as0, es′ und as′ sind erhalten, die Glocke c′ wurde 1909 nach einem Sprung von C. Albert Bierling umgegossen. 1882 endet die Glockenliste der Gießerei Große mit op. 1139, einer kleinen Glocke für Celago in Mexico.
Die Mehrzahl seiner Glocken waren in mittelschwerer Rippe gegossen, einige auch in leichter. Eine Ausnahme stellt das Frankfurter Domgeläute dar. Bei der Frankfurter Gloriosa hatte Große laut Vertrag vom 28. Juni 1876 die Gloriosa des Erfurter Doms nach Ton und Klangfülle als Muster zu nehmen. Das 1497 entstandene Meisterwerk des Gerhard van Wou galt als größte und klangschönste Glocke des Mittelalters. Große studierte die Erfurter Gloriosa eingehend und entschloss sich alle Domglocken einheitlich in deren überschweren Rippe zu konstruieren, weil sie ihm „für das Gelingen harmonischer Obertöne mehr Sicherheit zu bieten scheint als die bedeutend von ihr abweichende neuere deutsche und französische Glockenrippe“. Nach dem Abnahmezeugnis der Frankfurter Baudeputation vom 13. Januar 1879 war das Geläute „dem Glockengießer auf das Beste gelungen. Der Ton [der Gloriosa] ist rein, die Glocke erzeugt beim isolierten Erklingen nur harmonische Nebentöne, die Fülle, Wucht und die Majestät ihres reinen Klanges läßt nichts zu wünschen übrig. Auch das Resultat der Prüfung der übrigen Glocken, welche einzeln jede auf ihren Klang, ihre Tonfülle und ihre Nebentöne untersucht wurden, war ein sehr erfreuliches. Das Geläute ist...nach Tonfülle, Reinheit, nach harmonischer Klangwirkung und Klangfarbe wohl eines der mächtigsten und schönsten der gegenwärtig im Gebrauche stehenden...Der Guß und die Ausführung der ornamentalen Details und der Inschriften lassen Manches zu wünschen, doch konnte bei entschieden günstigem Ausfall der musikalischen Prüfung die Übernahme der Glocken begutachtet werden.“